# Centralnyj (rejon arsienjewski)
Centralnyj (ros. Центральный) – osiedle w Rosji, w obwodzie tulskim, w rejonie arsienjewskim. W 2010 liczyło 614 mieszkańców.